# Васильевский Хутор
Васи́льевский Ху́тор — село в южной части Александрово-Заводского района Забайкальского края России.
Население — 199 чел. (2021).

## География
Расположено в междуречье рек Бырка и Урулюнгуй, в 76 км (по автодороге через Почекуй) к югу от Александровского Завода. До поселкового центра, села Манкечур, по автодороге через Почекуй, 47 километров.

## История
До возникновения села в этом месте существовало два села. Одно называлось по имени основателя — Васильевским, другое — Хутором. В итоге, объединенное село стало именоваться Васильевским Хутором.
В селе имеются средняя школа, клуб, библиотека, фельдшерский пункт. Основное занятие жителей — сельскохозяйственное производство в коллективном хозяйстве им. XX партсъезда, в частных крестьянско-фермерских хозяйствах и личных подсобных хозяйствах. В селе находятся братская могила партизан, погибших от рук белогвардейцев и памятный знак в честь односельчан, погибших в годы Великой Отечественной войны.
19 апреля 2012 года, во время весенних пожаров в селе сгорели десять домов, в том числе здания почты и школы, население села было эвакуировано. До конца лета были построены новые дома для погорельцев.
Возглавлял Васильевско-Хуторское сельское поселение.

## Население
| 1989 | 2002 | 2010 | 2021 |
| ---- | ---- | ---- | ---- |
| 499  | ↘369 | ↘256 | ↘199 |